# 大洋州課
大洋州課（たいようしゅうか）は、日本の外務省アジア大洋州局の内部部局の一つ。

## 法的根拠
- 外務省組織令第38条、第42条
- 外務省組織規則第20条

## 職務
外務省組織令第42条の規定は以下のとおりである。
第四十二条 　大洋州課は、次に掲げる事務をつかさどる。
一 　オーストラリア、キリバス、クック諸島、サモア、ソロモン、ツバル、トンガ、ナウル、ニュージーランド、バヌアツ、パプアニューギニア、パラオ、フィジー、マーシャル及びミクロネシアに関する外交政策に関すること。
二 　前号に掲げる諸国及び英領太平洋諸島に関する政務の処理に関すること。

## 内部組織
- 地域調整官 - 外務省組織規則第20条により「大洋州課に、地域調整官一人を置く。地域調整官は、命を受けて、大洋州課の所掌事務のうち特定の地域に関する重要事項についての企画及び立案に参画する。」と定められている。